# BitChute
BitChute er et websted til deling af videoer, der bruger peer-to-peer-netværk. Webstedet blev grundlagt af Ray Vahey, der beskrev BitChute som en måde at undgå censur og fjernelse af videoer af etablerede tjenester som YouTube.
Den første video på BitChute blev udgivet 3. januar 2017. I marts 2018 fik webstedet et nyt design og et nyt logo.[kilde mangler]